# Chioninia geisthardti
Chioninia geisthardti là một loài thằn lằn trong họ Scincidae. Loài này được Joger miêu tả khoa học đầu tiên năm 1993.